# Balta Lată
Balta Lată este o arie protejată de interes național ce corespunde categoriei a IV-a IUCN (rezervație naturală de tip acvatic) situată în județul Dolj, pe teritoriul administrativ al comunei Desa.

## Localizare
Aria naturală cu o suprafață de 200 hectare se află în Lunca Dunării, în extremitatea sud-vestică a județului Dolj, în sud-estul satului Ciuperceni, în partea estică a rezervației naturale Ciuperceni - Desa și cea sudică a Bălții Negre, lângă drumul județean (DJ533) care leagă orașul Calafat de Poiana Mare.

## Descriere
Rezervația naturală a fost declarată arie protejată prin Legea Nr.5 din 6 martie 2000 (privind aprobarea Planului de amenajare a teritoriului național - Secțiunea a III-a - zone protejate) și se întinde pe o suprafață de 28 hectare. Aria protejată suprapusă sitului Natura 2000 - Ciuperceni - Desareprezintă o zonă naturală (luciu de apă și zona împrejmuitoare cu pajiști, dune de nisip, lunci inundabile) cu faună și floră caracteristice Câmpiei Dunării.
În arealul rezervației naturale se găsesc mai multe tipuri de habitate, astfel: lacuri eutrofe naturale, ape stătătoare oligotrofe, mlaștini sărăturate panonice, pajiști panonice pe nisipuri, pajiști aluviale de altitudine joasă, pâlcuri cu vegetație arboricolă de luncă (salcie, plop alb și plop tremurător), depresiuni umede, dune de nisip și terenuri arabile; medii ce adăpostesc și asigură condiții de viețuire și hrană pentru mai multe specii de păsări, mamifere, reptile, amfibieni și pești.

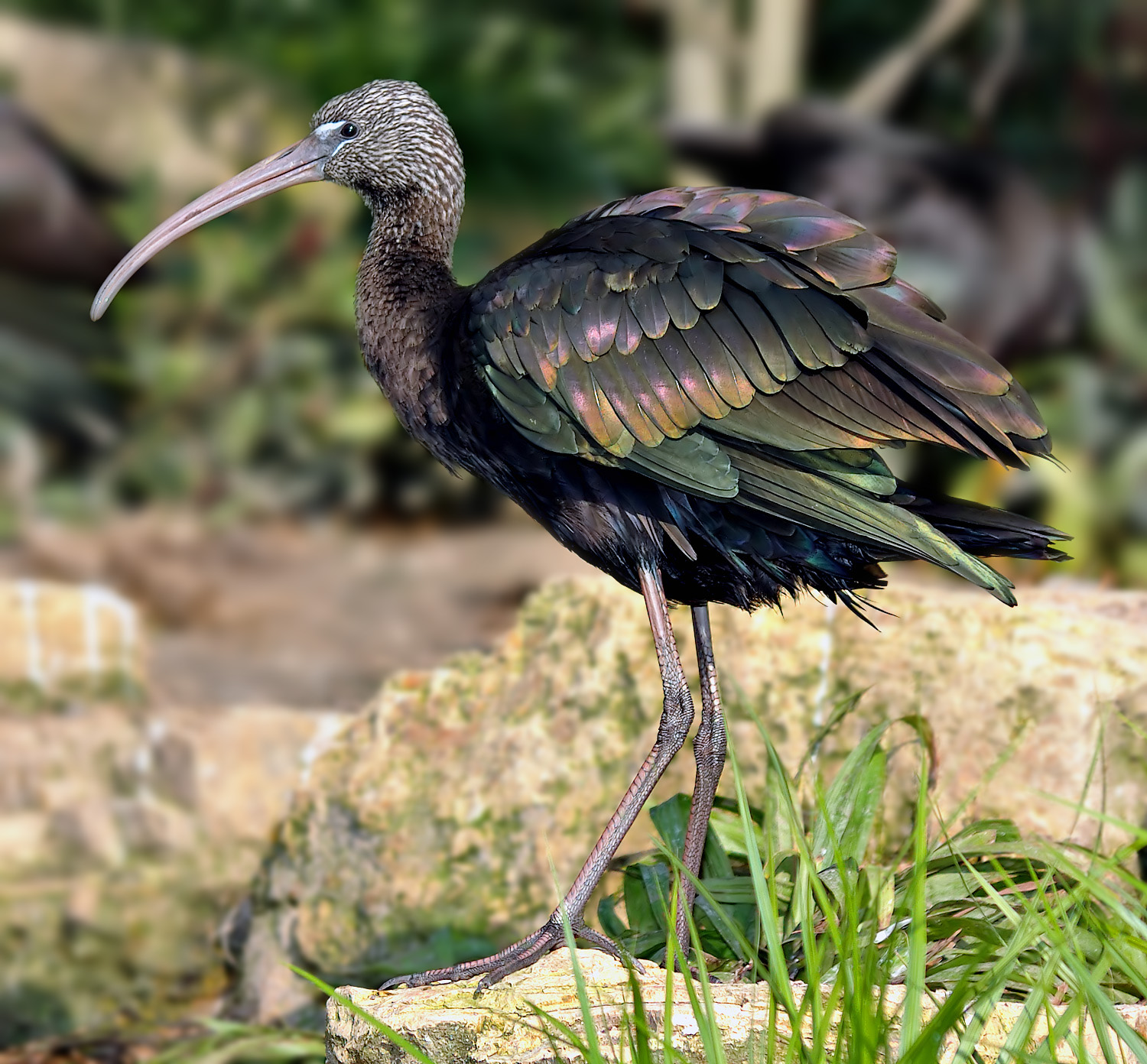
Țigănuș (Plegadis falcinellus)

Fauna este diversă și alcătuită în cea mai mare parte din păsări și pești (avat, țipar, petroc, pietroșel, zglăvoc, moioagă, chișcar). 
Păsările migratoare, de pasaj sau sedentare sunt reprezentate de exemplare cu specii de: barză albă (Ciconia nigra), barză neagră (Ciconia nigra), egretă mare (Egretta alba), egretă mică (Egretta garzetta), cioc-întors (Recurvirostra avosetta), piciorong (Himantopus himantopus), bătăuș (Philomachus pugnax), cormoran mic (Phalacrocorax pygmeus), stârc roșu (Ardea purpurea), stârc galben (Ardeolea ralloides), stârc pitic (Ixobrychus minutus), stârc-de-noapte (Nycticorax nycticorax), lopătar (Platalea leucordia), țigănuș (Plegadis falcinellus),  fluierar-de-mlaștină (Tringa glareola), chiră mică (Sterna albifrons), chiră comună (Sterna hirundo), lișiță (Gallinula chloropus) sau rață pestriță (Anas stepara). 
Flora este constituită din vegetație arboricolă (salcie, răchită, plop) și ierboasă (peștișoară, crin de baltă, papură și stuf), specifică zonei umede a luncii Dunării. 

## Atracții turistice
În vecinătatea rezervației naturale se află mai multe obiective de interes turistic (lăcașuri de cult, monumente istorice, arii protejate, zone naturale, situri arheologice), astfel:
- Biserica „Sf. Nicolae” din Desa, construcție 1860, monument istoric
- Biserica „Sf. Mucenic Gheorghe” din Calafat, construcție 1856, monument istoric
- Biserica „Izvorul Tămăduirii” din Calafat, construcție secolul al XIX-lea, monument istoric
- Biserica „Adormirea Maicii Domnului” din Calafat, construcție 1869, monument istoric
- Biserica „Sf. Nicolae” din Calafat, construcție secolul al XIX-lea, monument istoric
- Rezervația naturală Ciuperceni - Desa
- Rezervația Balta Neagră
- Lunca Dunării
- Castrul roman de la Desa